# Gran mufti d'Iraq
Il gran mufti dell'Iraq è la suprema autorità giuridica islamica sunnita dell'Iraq. Il suo compito è di rappresentare tutti i religiosi sunniti iracheni nei rapporti con lo Stato e di emettere fatwe in modo ufficiale.
Fin dalla nascita dell'Iraq, lo Stato ha sempre esercitato un controllo diretto sugli ulema islamici. In particolare questo ruolo è stato esercitato dal Partito Ba'th nel periodo del regime di Saddam Hussein. In seguito, la rappresentanza degli ulema nei rapporti con le nuove istituzioni fu esercitata da un Consiglio di ulema presieduto dal Dr. Harith al-Dhari, che contestò la legittimità della Repubblica promuovendo la resistenza armata, e in seguito da un altro Consiglio di ulema presieduto dal Dr. Abdul-Wahab al-Taha, che promosse la formazione di una regione autonoma per gli arabi sunniti. 
Il titolo di gran mufti dei sunniti è stato riconosciuto allo sceicco Rafi Al-Rifai, che sostenne la rivolta dei sunniti per rovesciare il governo di Nuri al-Maliki, e in seguito allo sceicco Mahdi al-Sumaidaie, che affiancò il governo iracheno nella lotta allo Stato Islamico.

## Storia

### Origini
Nel marzo 1920, il Congresso panarabo di Damasco sancisce l’indipendenza dei territori arabi del Bilad al-Sham dall'impero ottomano, tuttavia il trattato anglo-francese di Sykes-Picot spartisce questi territori nel Mandato britannico della Palestina e della Mesopotamia e in quello francese della Siria.
Sebbene gli Inglesi avessero posto a capo di Transgiordania e Iraq re di discendenza hascemita, risalenti al profeta Maometto, i musulmani arabi sunniti continuarono per molto tempo a perseguire il progetto politico di uno Stato arabo unitario, dapprima sotto la guida del gran mufti di Gerusalemme, Amin al-Husseini, che sostenne contro gli Inglesi la causa palestinese e il progetto panarabo della Grande Siria.
All'indomani della nascita di Israele nel 1948, la Cisgiordania e Gerusalemme furono conquistate dal re di Giordania Abd Allah I, che depose il gran mufti al-Husseini, nominando al suo posto Hussām al-Dīn Jār Allāh, mentre anche nel regno dell'Iraq, il re Faysal I, fratello di Abd Allah I, continuò a sostenere l’islam sunnita, con amministratori delle moschee, predicatori e muezzin equiparati a funzionari statali, e regolamentando le fondazioni caritative. L'ideale panarabo portò anche a un tentativo di federazione tra Giordania ed Iraq nel 1958, fermato repentinamente dal colpo di Stato di ʿAbd al-Karīm Qāsim, che diede origine alla Repubblica. 
Da allora non vi è più stato un unico rappresentante ufficiale degli ulema, che tuttavia continuarono a rappresentare l'élite religiosa, unita dalla comune formazione erudita e visione della società, soggetta a regolamentazione e finanziamento statali (a differenza degli sciiti, che erano organizzati attraverso fondazioni private autogestite che si reggevano su donazioni private).

### Consiglio islamico degli ulema
Il partito Ba'th, al governo dal 1968, impose ai religiosi sunniti l'adesione all'ideologia secolarista del partito, e di includere nei sermoni riferimenti agli scopi della rivoluzione. In particolare, negli anni della guerra con l'Iran successiva alla rivoluzione iraniana, una legge del 1980 incaricò le scuole superiori islamiche per la formazione dei predicatori di "dare agli studenti un'educazione patriottica, nazionalistica, spirituale e rivoluzionaria", ed una nel 1985 trasformò l'istituto religioso tradizionale dell'Imam Abu Hanifa a Baghdad in una moderna università, l'Alta Accademia Islamica per la Formazione di Imam e Predicatori.
Secondo alcuni analisti, l'intervento pubblico nella realizzazione di moschee e nella formazione dei predicatori incontrò il favore dei religiosi sunniti, per il rinnovato sostegno alla declinante pratica religiosa nel popolo, mancando nella tradizione sunnita l'esigenza di separazione tra Stato e religione. Ciò indusse nel 1989 il presidente Saddam Hussein a dare una svolta religiosa all'ideologia baathista, attribuendo al fondatore del Ba'th, Michel Aflaq, la conversione all'islam sul letto di morte, aggiungendo il takbir alla bandiera irachena nel 1991 e rivendicando il Kuwait, iniziando la guerra del Golfo. 
Nel giugno 1993, successivamente all'embargo internazionale contro l'Iraq, Saddam Hussein promosse, attraverso i media del partito ed il coinvolgimento dei religiosi sunniti, una Campagna per la fede ("al-Hamlah al-Imaniyyah" ), fondendo l'ideologia baathista del nazionalismo arabo e l'islam sunnita salafita, in una miscela di antiamericanismo e antisionismo. Secondo alcuni analisti, piuttosto che una reale islamizzazione della legislazione, che, a parte l'introduzione di alcuni elementi di Shari'a, rimase saldamente ancorata al sistema di diritto civile occidentale, la campagna aveva l'obiettivo di contenere il malcontento della popolazione sunnita dovuto alle conseguenze sociali dell'embargo, e di limitare l'affermazione nell'Iraq meridionale di movimenti sciiti sadristi ostili al regime. Ciò indusse gli Stati Uniti a porre fine al regime con la guerra in Iraq.
All'indomani della deposizione di Saddam Hussein il 9 aprile 2003, gli ulema sunniti continuarono a rivendicare la guida dell'islam riunendosi dal 14 aprile 2003 nel Consiglio islamico degli ulema, presieduto dallo sceicco Harith Sulayman al-Dhari, già Professore di Diritto islamico all'Università di Baghdad, e continuando ad amministrare gli edifici di culto attraverso un proprio fondo, a seguito dell'insediamento del Consiglio di governo iracheno. La Moschea Umm al-Qura, nella periferia occidentale di Baghdad, eretta nel 1998 da Saddam Hussein, divenne la sede del Consiglio degli ulema.
Il portavoce degli ulema Muhammad al-Kubaysi dichiarò che "sotto occupazione è impossibile una reale democrazia", non riconoscendo le istituzioni transitorie a causa della "presenza di una potenza straniera che occupa il Paese e rifiuta anche di pianificare il ritiro delle sue forze dall'Iraq". Dopo il fallimento di una mediazione, nel gennaio 2005, con un diplomatico statunitense, che rifiutò la richiesta di definire il termine per il ritiro delle truppe straniere, il Consiglio degli ulema emise una fatwā, vietando ai fedeli sunniti la partecipazione al processo politico e alle elezioni, sostenendo la "legittima resistenza irachena", pur distinguendola dalla violenza terroristica e settaria. A differenza degli sciiti, il cui grande Ayatollah Ali al-Sistani aveva ottenuto un riconoscimento di primo piano dalle autorità internazionali, l'Islam sunnita salafita non accettò alcuna rappresentanza nelle nuove istituzioni, avallando il jihād contro le forze occupanti.
Le elezioni generali del 2005 rappresentarono la legittimazione delle nuove istituzioni, indicando che il Consiglio islamico degli ulema non rappresentava la totalità degli arabi sunniti iracheni, ma soltanto la frangia islamista. La maggior parte dei membri dell'associazione fuggì all'estero continuando a sostenere la resistenza, ma alcuni suoi membri si separarono dall'associazione riconoscendo le nuove istituzioni e avvicinandosi al Partito Islamico Iracheno. Tra questi, lo sceicco Ahmed Abdul-Ghafur al-Samarrai fu nominato nel luglio 2005 alla presidenza dell'Ufficio del Waqf sunnita, cui venne affidata la gestione delle moschee in precedenza controllate dall'associazione, sottratte agli insorti dalle forze Sahwa e dell'esercito iracheno.

### Consiglio giuridico degli ulema

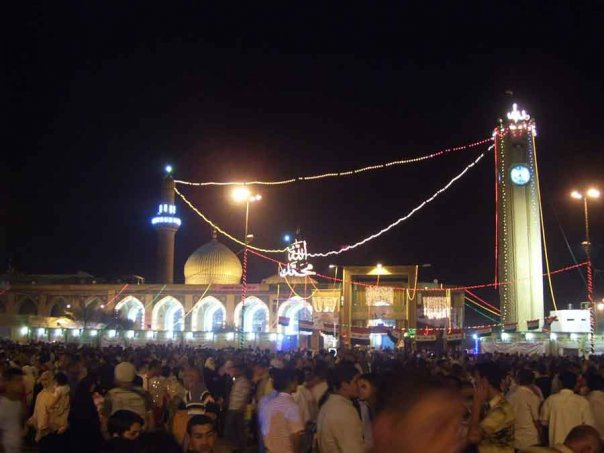
Moschea di Abu Hanifa, nel quartiere a maggioranza sunnita di Al-A'zamiyya a Baghdad, sede del Consiglio del Fiqh.

A seguito dell'emissione di un mandato di arresto del governo contro Harith al-Dhari nel novembre 2006, a causa della sua contiguità con al-Qaida in Iraq, si costituì nell'aprile 2007 un altro Consiglio di ulema, guidato dallo sceicco Abdul Malik al-Saadi, il cui portavoce a Baghdad fu lo sceicco Ahmed Abdul-Ghafur, quale presidente del Waqf sunnita e imam della moschea Umm al-Qura. Nel novembre 2007, la sede dell'Associazione di Dhari nella moschea Umm al-Qura divenne quella dell'Ufficio del Waqf sunnita, che svolse anche una funzione di moderazione culturale. Il presidente Abdul-Ghafur divenne noto per i suoi sermoni contro i terroristi di al-Qaida, mentre il ruolo di orientamento culturale ai predicatori delle moschee fu svolto da Khaled al-Fahdawi. Questi fu un parlamentare per il governatorato di al-Anbar nella coalizione Iraqiyya, ucciso nell'agosto 2011 in un attentato contro la sede del Waqf.
A seguito del ritiro delle truppe americane, il governo di Nuri al-Maliki si avvalse del predicatore salafita lo sceicco Mahdi al-Sumaidaie per cercare di costituire un Consiglio di ulema unificato per sciiti e sunniti, ma senza successo. Si formò dunque un Consiglio di ulema sunniti, presieduto dallo sceicco Ahmed Hasan al-Taha,, già membro fondatore del Consiglio islamico degli ulema, che si costituì come autorità indipendente sunnita, in modo analogo al Grande Ayatollah sciita di Najaf, e fu riconosciuta dalla legge n.56 dell'ottobre 2012 del Parlamento iracheno, riguardante il sovvenzionamento del Waqf sunnita, riconoscendole il diritto di veto sulla nomina del presidente dell'Ufficio del Waqf sunnita.
Il Consiglio degli ulema approvò le manifestazioni sunnite del movimento Hirak (che chiedeva una regione autonoma composta dai governatorati sunniti e le dimissioni del premier Nuri al-Maliki), approvandone le richieste con una fatwā nel maggio 2013. Nel 2014 il movimento sunnita produsse una rivolta nel governatorato di al-Anbar, dove l'emiro della tribù Dulaym, lo sceicco Ali Hatem Suleiman, invitò a boicottare le elezioni, mentre a Sulaymaniyya il gran mufti dei sunniti, lo sceicco Rafi Al-Rifa'i, esortava i sunniti dei governatorati di Tikrit e Samarra ad unirsi all'insurrezione; a Baghdad, lo sceicco Mahdi al-Sumaidaie rimase invece estraneo all'insurrezione.
A seguito dell'affermazione dello Stato Islamico nei territori insorti e la proclamazione del Califfato a Mosul nel giugno 2014, il Grande Ayatollah sciita Ali al-Sistani chiamò "tutti gli iracheni abili" al Jihād contro di esso, legittimando la formazione delle milizie Hashd al-Shaabi, mentre il Consiglio degli ulema continuò a sostenere i ribelli sunniti. L'ISIS fu condannata da importanti autorità dell'islam sunnita, come al-Azhar, ed in Iraq dallo sceicco Abdul-Latif al-Humaym, dallo sceicco Mahdi al-Sumaidaie, che lo definì un progetto straniero e invitò gli iracheni sunniti a combatterlo, e dal gran muftī Al-Rifa'i, benché questi continuasse a sostenere il diritto dei ribelli di difendersi prioritariamente dall'esercito iracheno, invitandoli a non attaccare lo Stato Islamico.
Lo Stato Islamico istituì nei territori controllati una serie di Ministeri, tra cui il Diwan al-Ifta' wa al-Buhuth, con il compito di emettere fatwe per la notifica a tutti gli abitanti dello Stato, nominando come Gran Mufti Turki Al-Binali, ucciso da un raid americano nel giugno 2017.
Durante la guerra civile, il Consiglio degli ulema collaborò col governo contro lo Stato Islamico, mentre lo sceicco Al-Rifai condannò gli eccidi commessi dalle milizie iraniane Hashd al-Shaabi nei luoghi liberati dall'ISIS, come nel giugno 2016 a seguito della liberazione di Falluja.
Il governo iracheno sostenne quindi lo sceicco Mahdi al-Sumaidaie come gran mufti dei sunniti, con l'obiettivo di coinvolgere anche i sunniti nella lotta all'ISIS a fianco dell'esercito iracheno e delle milizie Hashd al-Shaabi, così da smentire la propaganda jihadista di una guerra di "una componente religiosa contro l'altra". Nel dicembre 2016, lo sceicco al-Sumaidaie accusò i leader religiosi e politici che avevano sostenuto la ribellione dell'Anbar e interrotto il processo politico di essere responsabili del fallimento e disastro dell'Iraq, invitandoli a lasciare il Paese, subendo un tentativo di attentato nel gennaio 2017.
In seguito, lo sceicco al-Sumaidaie accusò i politici iracheni filo-occidentali di essere la causa del terrorismo, dichiarando che Daesh è sostenuto da Israele e Stati Uniti ed invitando a invadere Israele; nel marzo 2017, lo sceicco al-Sumaidaie visitò il santuario sciita dell'imam Husayn a Kerbela, invitando a rifiutare i predicatori settari che dividono l'unità nazionale irachena, mentre il suo portavoce al-Bayati visitò l'università sunnita Mustansiriyya di Baghdad. Nel febbraio 2018, lo sceicco al-Sumaidaie elogiò l'impegno delle milizie iraniane contro l'ISIS, promuovendo apertamente il ruolo della Repubblica Islamica in Iraq; in agosto, il suo portavoce al-Bayati accusò i Paesi islamici del Golfo, come l'Arabia Saudita, di porsi "fuori dall'Islam" per la loro collaborazione nel far valere le sanzioni americane contro altri Paesi islamici come Iran e Turchia; in dicembre il Comandante delle forze armate iraniane Qasem Soleimani, alla presenza del vice-comandante delle Forze di Mobilitazione Popolare sciite Abu Mahdi al-Muhandis, conferì allo sceicco al-Sumaidaie un'importante onorificenza per la "salda posizione in difesa dell’Islam" e la "sincerità dei sentimenti e della spinta verso la liberazione della Palestina", preoccupando Israele per l'influenza iraniana nella formazione del nuovo governo.
Nel dicembre 2018 lo sceicco al-Sumaidaie contestò la decisione del governo iracheno di includere il Natale tra le festività nazionali, invitando in una Fatwā i musulmani a non prendere parte alle celebrazioni, in quanto ciò equivarrebbe ad approvare il credo cristiano, suscitando la protesta del patriarca cristiano Louis Sako, che esortò alla "convivenza pacifica" e "rispetto reciproco" tra le religioni, ed invitò il governo iracheno a contrastare chi diffonde idee divisive, "specialmente da una piattaforma ufficiale". Anche il presidente dell'Ufficio del Waqf sunnita, lo sceicco Abdul-Latif al-Humaym, prese le distanze dalla fatwa, evidenziando che i cristiani sono una "componente essenziale" della nazione irachena con "radici profonde" nella storia del Paese, mentre il presidente del Ministero degli Affari religiosi della Kurdistan iracheno chiese di prendere un provvedimento legale contro il gran mufti.
Nel giugno 2019 al-Sumaidaie chiese di proibire la vendita di alcolici in Iraq, secondo un progetto di legge di tre anni prima non più divenuto legge irachena. Il suo ruolo come mufti è tuttavia contestato. Il consiglio giuridico degli ulema è infatti rappresentato dallo sceicco Abdul Waha al-Samarrai.
A seguito dell'attentato americano al capo delle forze Quds in Iraq, generale Suleimani, nel gennaio 2020, il gran mufti al-Sumaidaie si è espresso in uno con le autorità irachene rivendicando la sovranità nazionale irachena e unendosi alla richiesta del ritiro delle truppe straniere dall'Iraq.

## Lista
- Saddam Hussein (settembre 1980 - 9 aprile 2003) (Partito Ba'th Iracheno)
- Harith Sulayman al-Dhari (14 aprile 2003 - novembre 2006) (Consiglio Islamico degli Ulema)
- Abdul Malik al-Saadi (aprile 2007 - ottobre 2012) (Consiglio Iracheno degli Ulema)
- Ahmed Hasan al-Taha (ottobre 2012 - ) (Consiglio Giuridico degli Ulema)
  - Rafi Al-Rifa'i (gennaio 2013 - ) (Erbil)
  - Mahdi al-Sumaidaie (luglio 2014 - ) (Baghdad)